# Сердце бьётся вновь…
«Сердце бьётся вновь…» — художественный фильм, снятый по мотивам повести Владимира Дягилева «Доктор Голубев» режиссёром Абрамом Роомом на киностудии «Мосфильм» в 1956 году.

## Сюжет
Фильм повествует о врачебном долге и чести, умении брать ответственность на себя, идти на риск ради спасения жизни больного, о профессиональном мастерстве хирургов-кардиологов.
Молодой военный доктор капитан Голубев вступает в конфликт с главным врачом госпиталя из-за солдата Балашова, который, спасая тонущего в ледяной воде товарища, заболел воспалением лёгких, осложнившимся затем тяжёлым заболеванием сердца. Допустив сначала диагностическую ошибку, Голубев идёт на всё, чтобы спасти жизнь Балашова.

## В ролях
- Вячеслав Тихонов — Леонид Васильевич Голубев, врач-терапевт, капитан
- Николай Симонов — Иван Владимирович Песков
- Андрей Абрикосов — профессор Николай Николаевич Клёнов
- Кирилл Столяров — Павел Петрович Балашов, солдат
- Людмила Гурченко — Таня Балашова, сестра Павла
- Нинель Мышкова — Нина Алексеевна, врач-кардиолог
- Григорий Абрикосов — молодой врач Дин-Мамедов
- Юлиана Бугаева — медсестра
- Леонид Чубаров — сержант Быстров
- Николай Смирнов — санитар
- Манефа Соболевская — медсестра
- Владимир Маренков — Хохлов, сосед по палате
- Олег Хроменков — Лапшин, сосед Балашова по палате
- Станислав Коренев — Семён Коломиец, сосед Балашова по палате
- Валентина Беляева — Людмила Николаевна, врач (нет в титрах)
- Мария Пастухова — дежурная медсестра (нет в титрах)